# Versen (Adelsgeschlecht)
Versen bzw. Fersen ist der Name eines uradeligen Adelsgeschlechts, dessen Zweige zum Teil bis heute bestehen und das ursprünglich aus Niedersachsen stammt. Im 13. Jahrhundert wurde die Familie in Pommern und im 16. Jahrhundert in Estland sesshaft. Später stand sie auch in Livland, Preußen, Schweden und Russland in hohem Ansehen. Während die pommersch-preußische Linie den Namen Versen führt, nennen sich Angehörige der baltischen Linie durchgängig Fersen.

## Geschichte
Das Geschlecht entlehnt seinen Namen dem Stammhaus Veerßen bei Uelzen und erscheint erstmals urkundlich mit Alexander de Versne am 10. Juli 1217. Die Stammreihe beginnt mit Conrad von Versen, der im Belgard’schen begütert war.
Um 1535 macht sich die Familie mit Lorenz von Fersen in Estland sesshaft und breitet sich von dort nach Livland und Schweden aus. 1674 wurden die Fersen in die Freiherrenklasse der schwedischen Ritterschaft erhoben, 1712 in die Grafenklasse. Zwischen 1745 und 1755 erfolgten die Immatrikulationen in die Estländische und Livländische Ritterschaft sowie die Anerkennung des Freiherrenstandes. Der russische Grafenstand wurde am 1. Januar 1795 an den russischen General der Infanterie Hans Heinrich Freiherr von Fersen verliehen. 1855 wurde die Berechtigung zum Führen des russischen Baronstitel erteilt.
1911 erhielten zwei natürliche Töchter der Blanka von Versen, die 1910 durch ihren Onkel Eldor von Versen adoptiert wurden, ein preußisches Adelsdiplom.

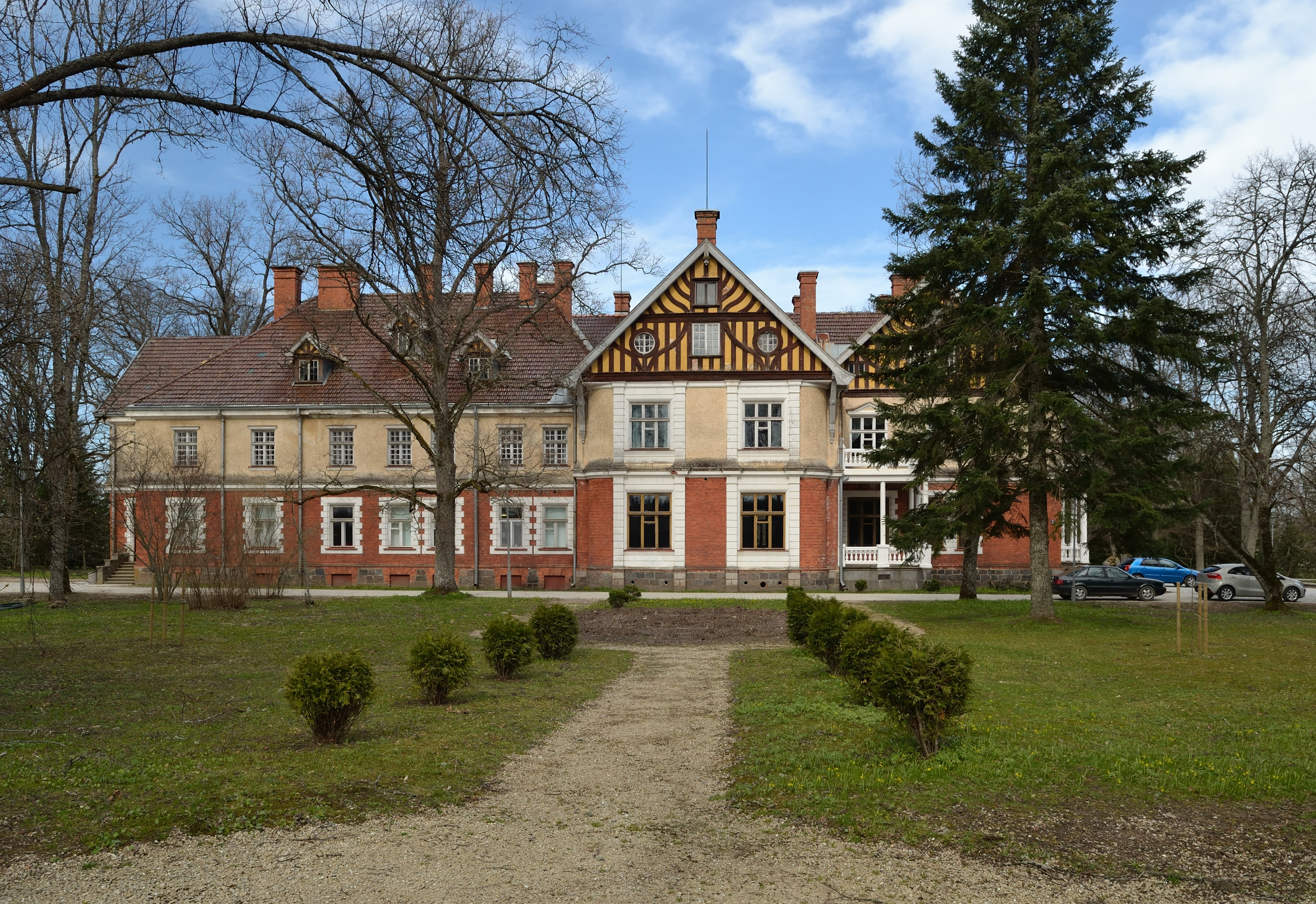
Herrenhaus Ollustfer (2012)

## Wappen
Das gemeinsame Stammwappen zeigt im Schild in Blau schrägrechts einen gekrönten und geflügelten silbernen Fisch mit einem goldenen Ring im Maul. Auf dem Helm mit blau-silbernen Decken drei rote Rosen an grünen Blattstängeln (oder auch drei goldene Kornähren).
Das freiherrliche Wappen (Fersen 1674) ist geviert und belegt mit einem silbernen Herzschild, darin drei blaue Schräglinksströme, überdeckt von dem geflügelten Fisch aus dem Stammwappen. Feld 1 und 4 in Silber ein roter Greif mit vier goldenen Pfeilen in der Rechten, Feld 2 und 3 in Schwarz eine goldene Krone durch die zwei Schwerter gesteckt sind. Zwei Helme mit blau-gefüttertem, gold-bordiertem rotem Wappenmantel, rechts wie Stammwappen, links eine grüne Palme.

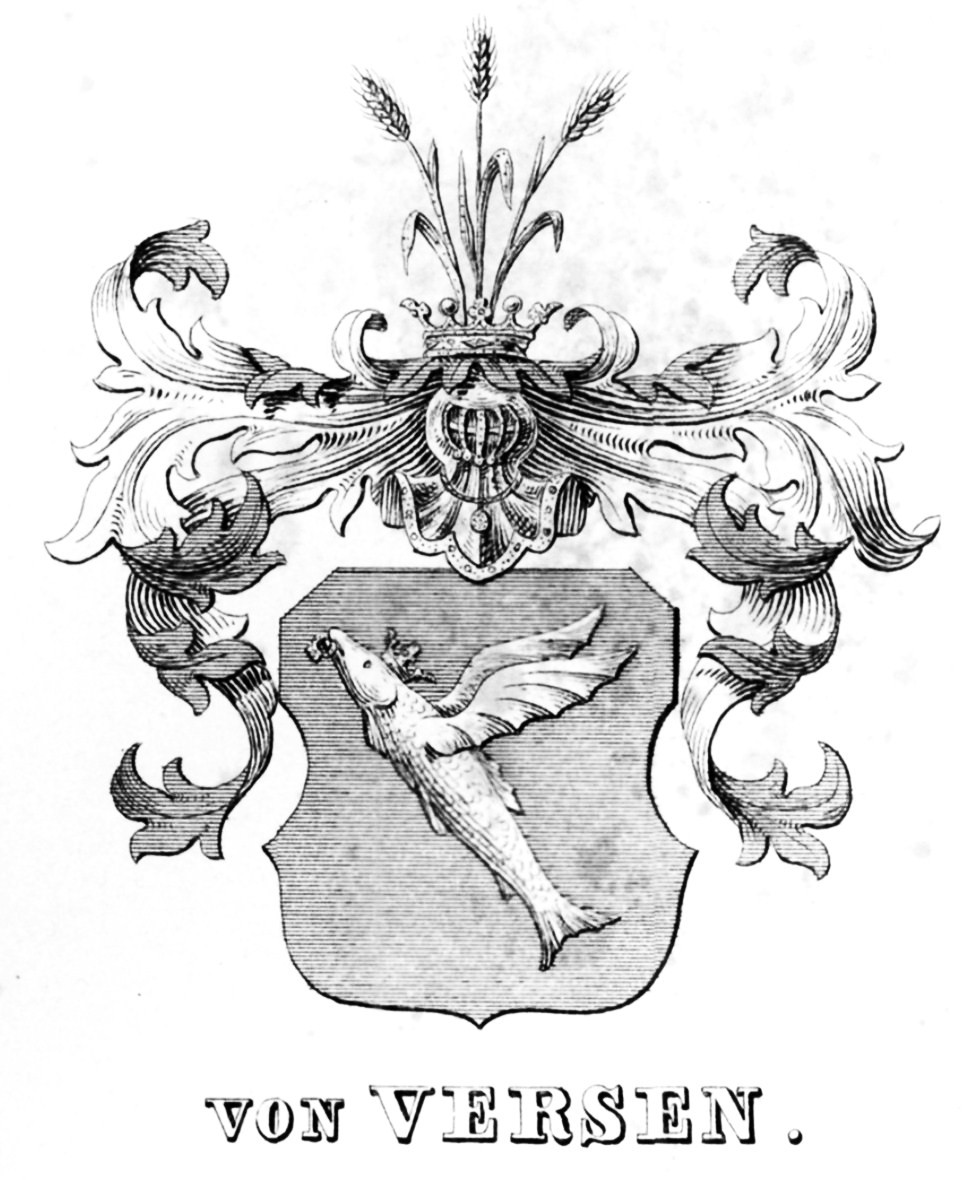
Stammwappen derer von Versen bzw. von Fersen im Pommerschen Wappenbuch von Julius Theodor Bagmihl
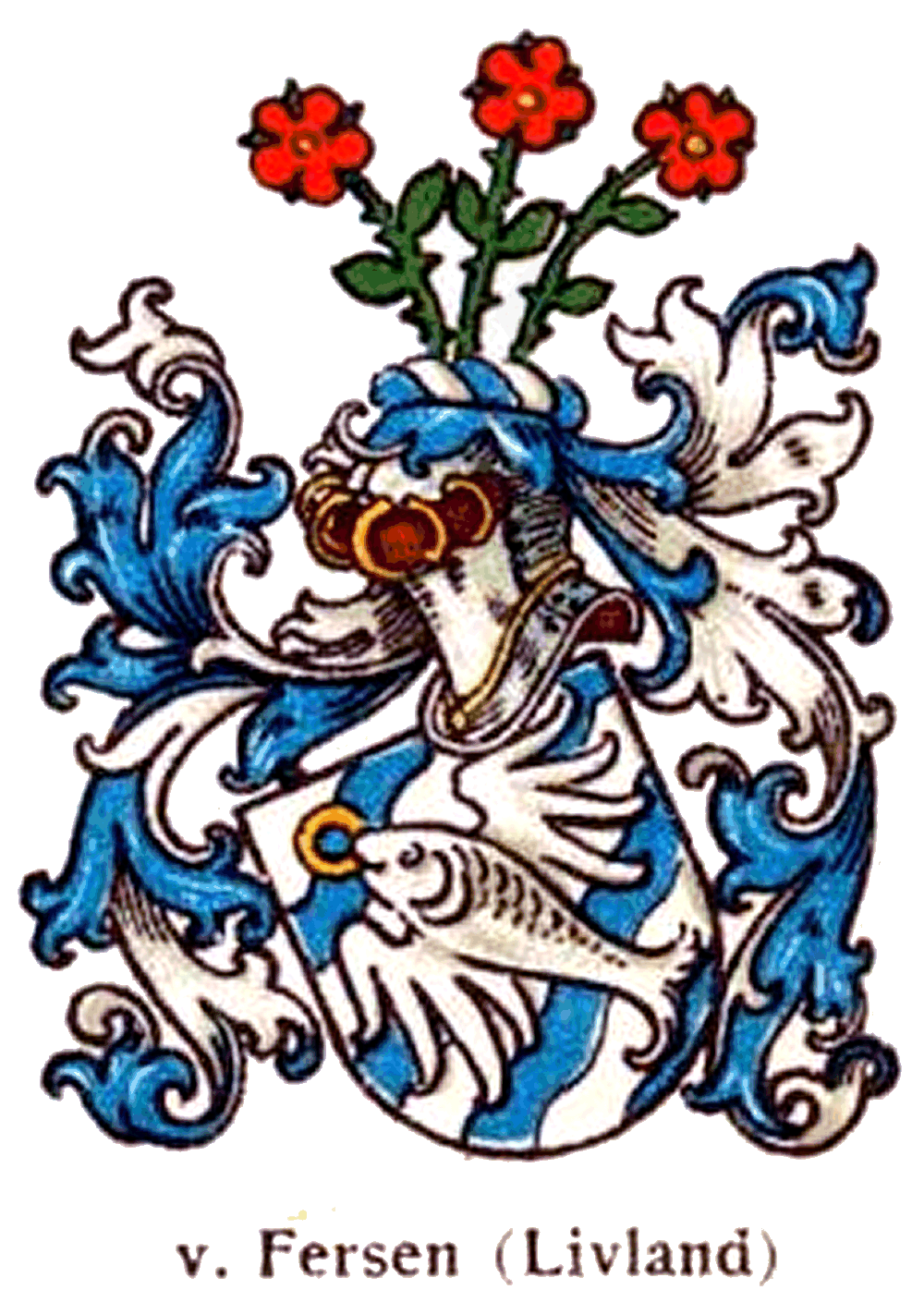
Wappenvariante derer von Fersen (Livland)
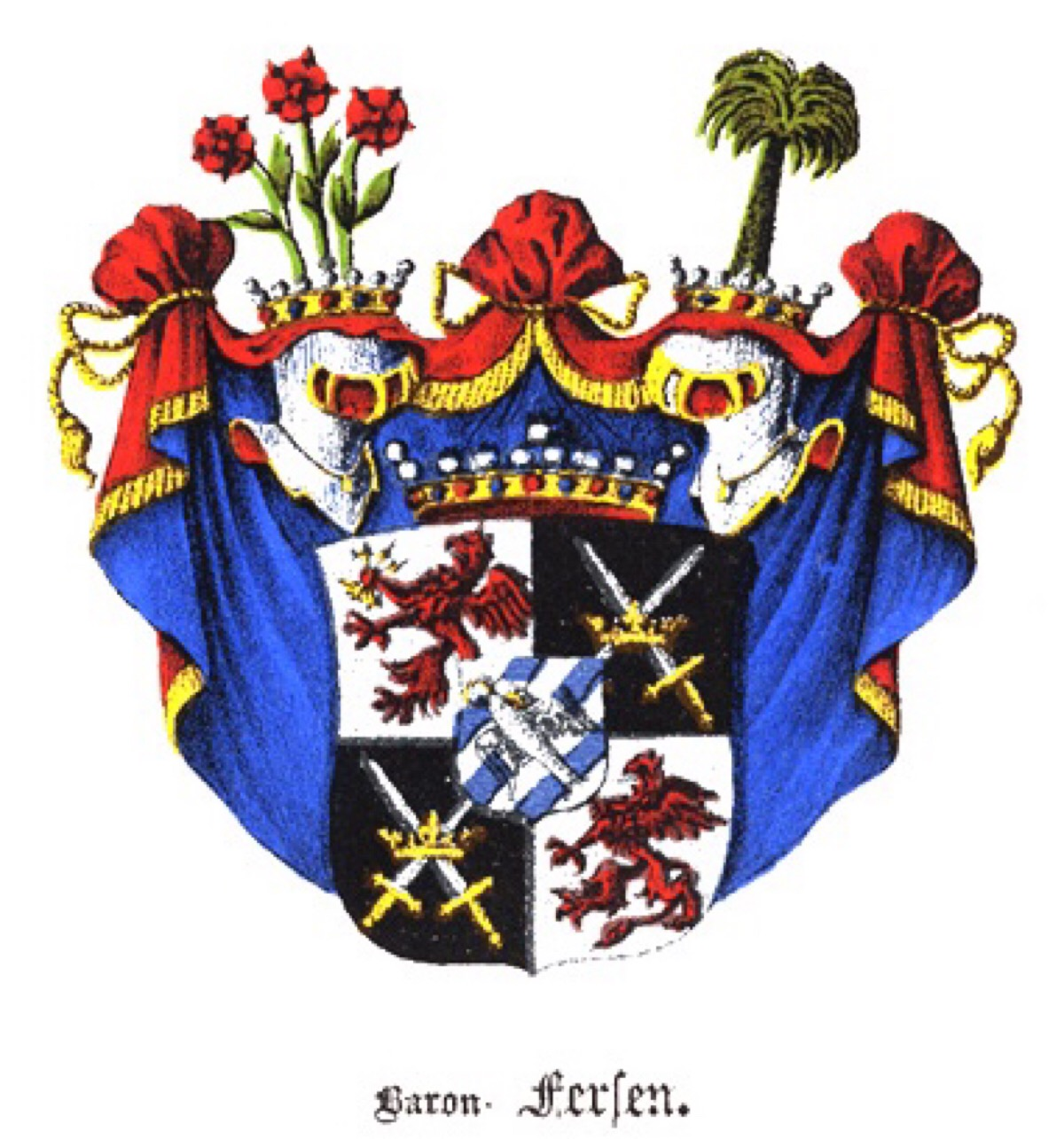
Freiherrliches Wappen derer von Fersen 1674.
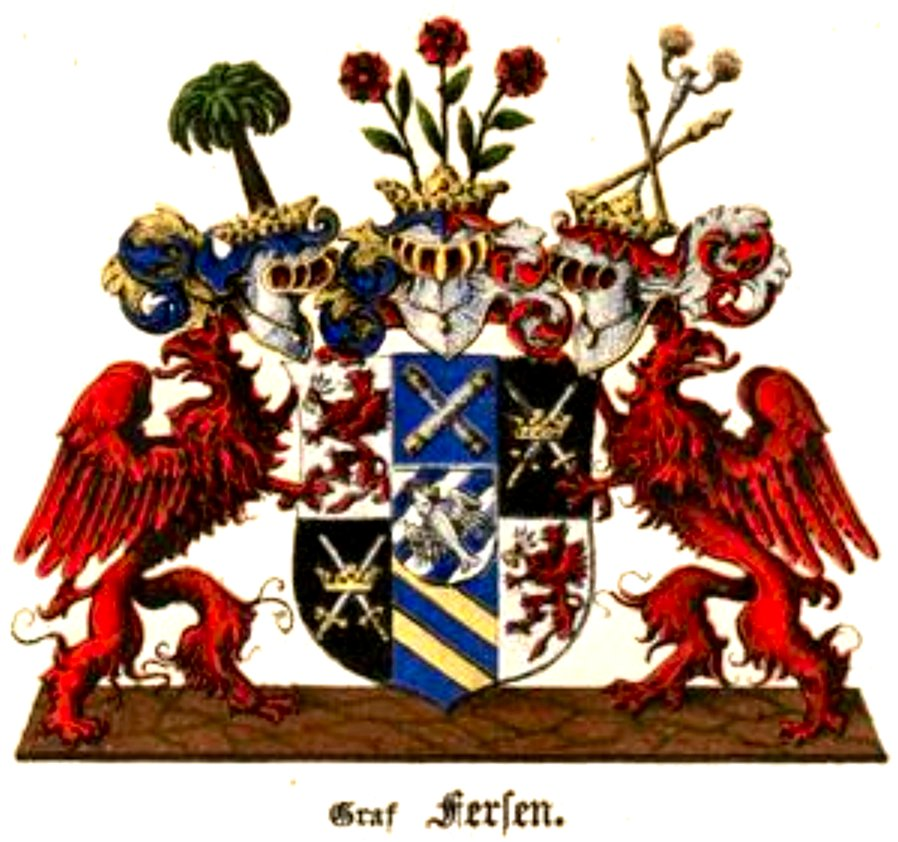
Gräfliches Wappen derer von Fersen 1719/1795.

## Persönlichkeiten

### Pommersche Linie
- Otto Kasimir von Versen (1705–1774), preußischer Generalmajor
- Julius Cäsar von Versen (1791–1838), preußischer Hauptmann und Postmeister zu Marienwerder[6]
- Rudolf von Versen (1829–1894), preußischer Landrat
- Maximilian von Versen (1833–1893), preußischer General der Kavallerie und Generaladjutant Kaiser Wilhelms II.
- Heinrich von Versen (1835–1900), preußischer Generalmajor
- Egmont von Versen (1849–1918), preußischer Generalleutnant
- Hans Lorenz von Versen (1881–1931), preußischer Landrat
- Lothar von Versen (1938–2014), deutscher Schauspieler

### Baltische Linie
- Fabian von Fersen urkundlich 1575–1584, estländischer Landrat, schwedischer Oberst[7]
- Hans Fersen (1575–nach 1641), Ritterschaftshauptmann der Estländischen Ritterschaft[8]
- Reinhold von Fersen (1594–1649), estländischer Landrat[9]
- Otto Wilhelm von Fersen (1623–1703), schwedischer Feldmarschall
- Hans von Fersen (1625–1683), schwedischer Generalleutnant[10]
- Fabian von Fersen (1626–1677), schwedischer Feldmarschall
- Reinhold Johan von Fersen (1646–1716), schwedischer Generalleutnant und Staatsmann
- Hans Heinrich von Fersen († 1724), estländischer Ritterschaftshauptmann und Landrat
- Joachim Friedrich von Fersen († 1726), schwedischer Generalmajor[11]
- Hans Reinhold von Fersen (1683–1736), schwedischer Generalleutnant und Politiker
- Karl Gustav von Fersen (1717–1790), livländischer Landrat[12]
- Fredrik Axel von Fersen (1719–1794), schwedischer General und Politiker
- Hans Heinrich von Fersen (1743–1800), russischer General der Infanterie
- Hermann von Fersen (1744–nach 1801), russischer General der Infanterie[13]
- Gustav von Fersen (1749–1805), livländischer Landrat[14]
- Hans Axel von Fersen (1755–1810), schwedischer Staatsmann und ein Favorit der französischen Königin Marie-Antoinette
- Eva Sophie von Fersen (1757–1816), Hofdame bei König Gustav III. von Schweden
- Paul von Fersen (1800–1884), russischer Offizier und Hofbeamter, Oberjägermeister von Zar Alexander II.[15]
- Elisabeth (Elise) Gräfin von Fersen geb. von Rauch (1820–1909), Hofdame der Zarin Alexandra Fjodorowna, Prinzessin Charlotte von Preußen[16]
- Nikolai von Fersen (1858–1921), russischer Generalmajor[17]
- William von Fersen (1858–1937), russischer Vizeadmiral[18]
- Alexander Friedrich Edgar von Fersen (1884–1978), deutscher Künstler[19]
- Hans-Heinrich von Fersen (1909–1996), deutscher Sachbuchautor
- Olaf von Fersen (1912–2000), deutscher Journalist
- Klaus von Fersen (* 1931), deutscher Ruderer, Vizeeuropameister im Einer

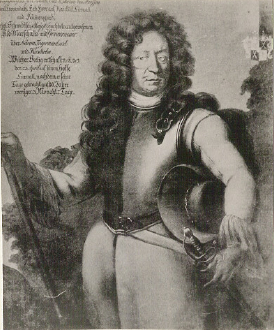
Freiherr Otto Wilhelm von Fersen (1623–1703)
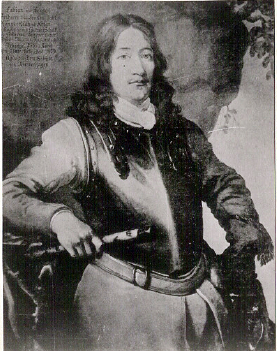
Freiherr Fabian von Fersen (1626–1677)
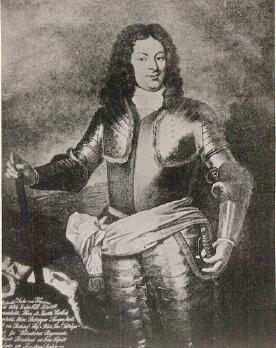
Graf Reinhold Johan von Fersen (1646–1716)
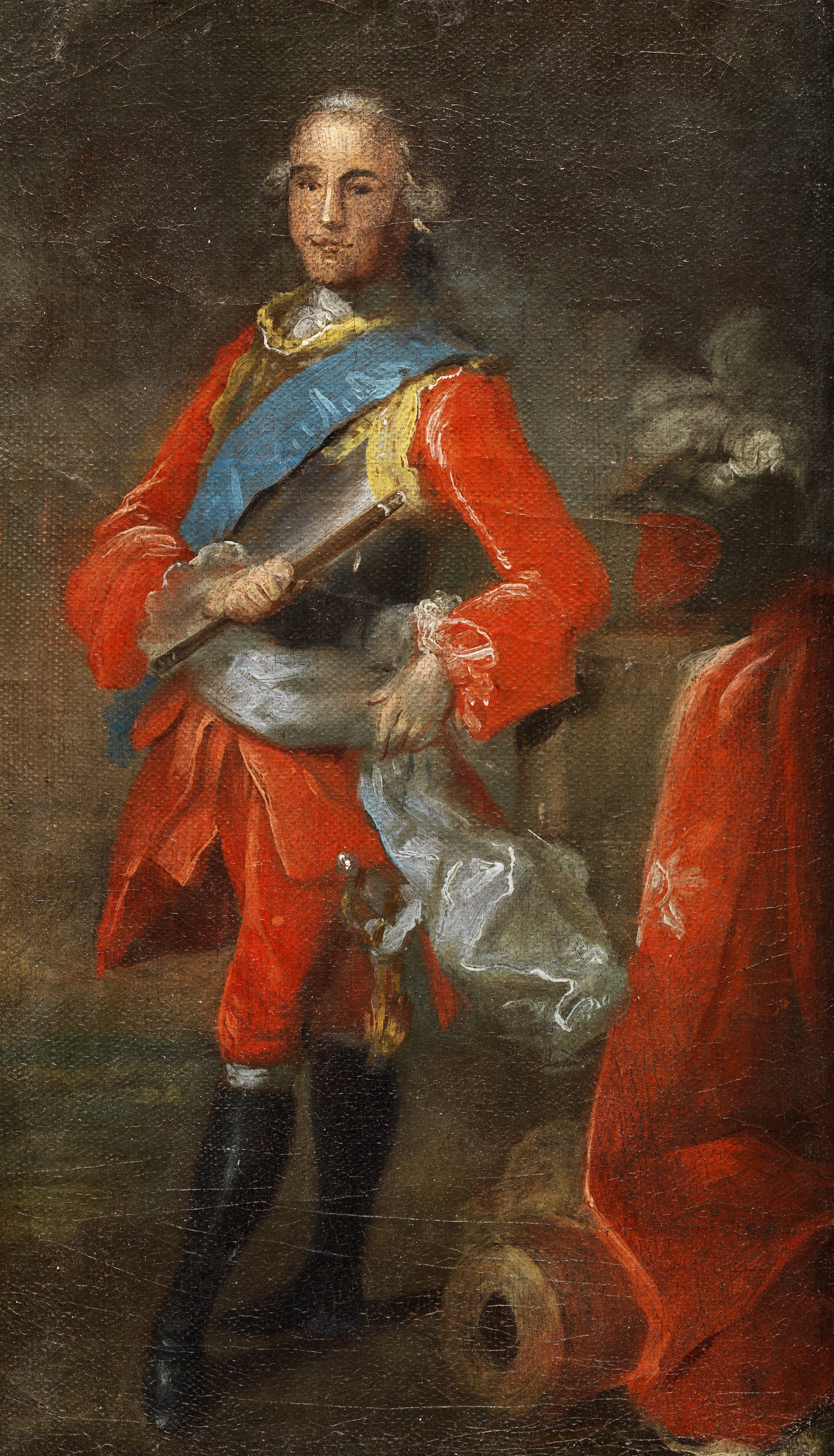
Graf Axel von Fersen der Ältere (1719–1794)
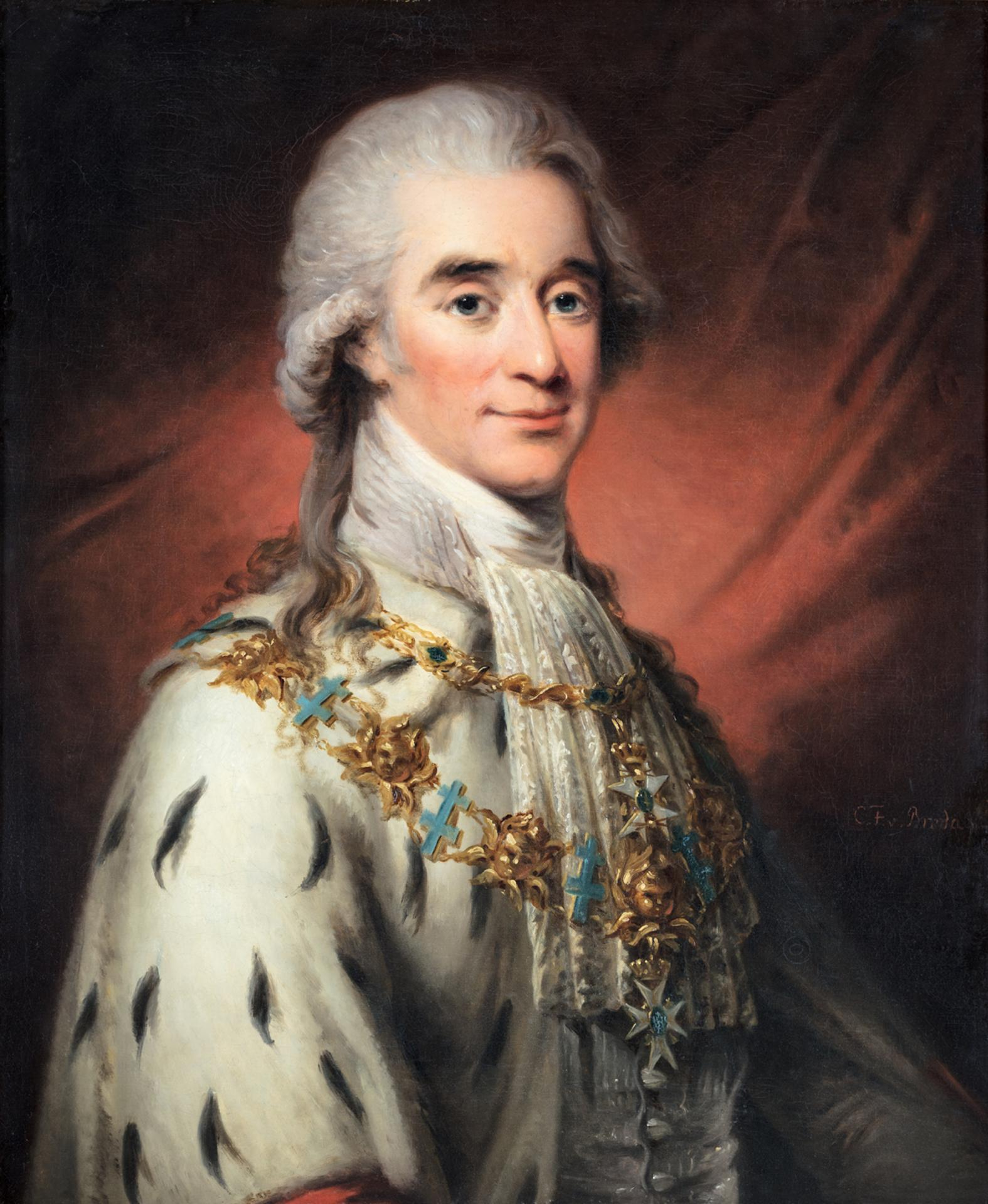
Graf Hans Axel von Fersen (1755–1810)
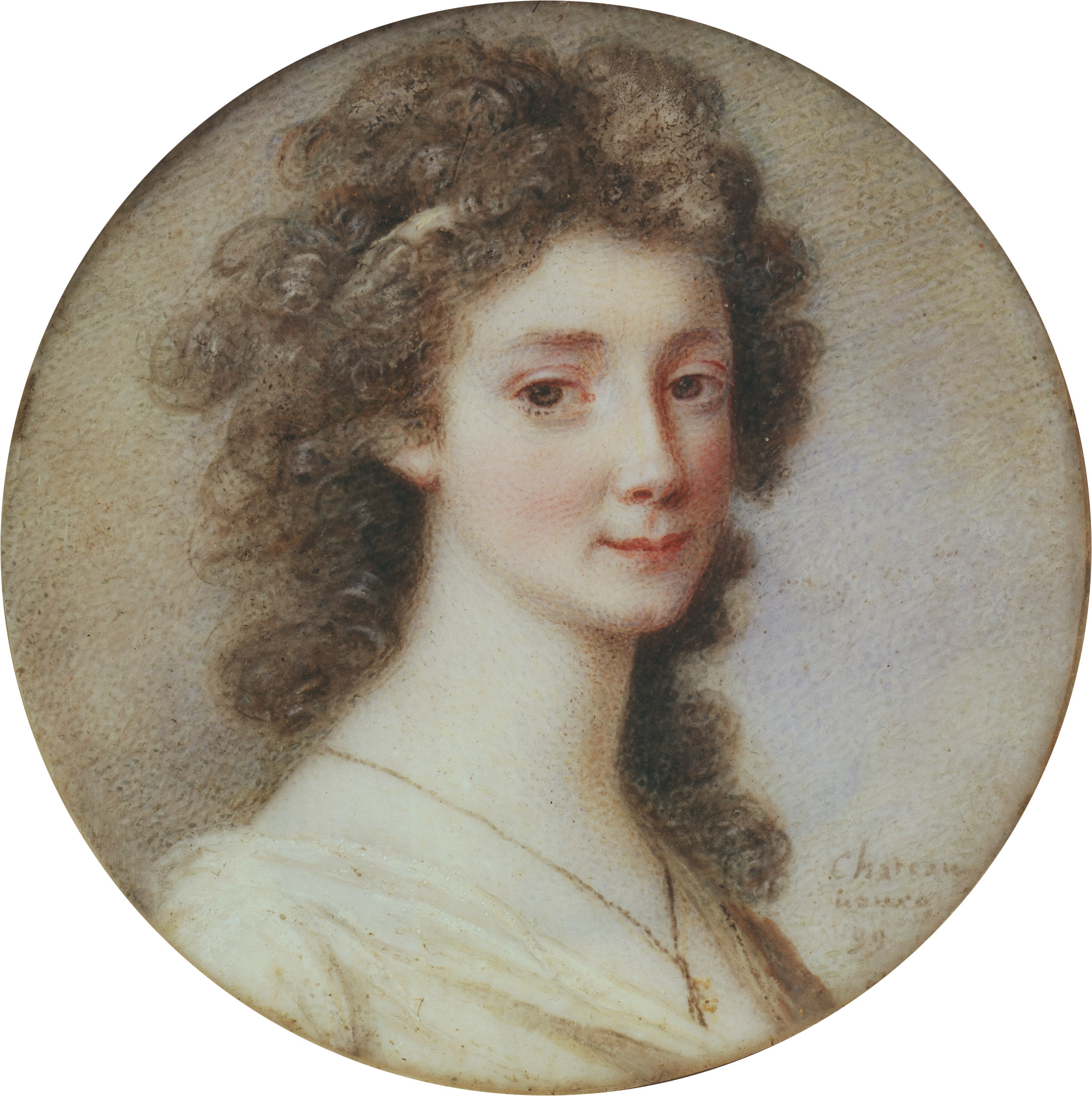
Gräfin Eva Sophie von Fersen (1757–1816)